# Ötvös János (budai polgár)
Ötvös János (? – Buda, 1439. május), a budai céhpolgárság vezetője, akit meggyilkoltak, mert felemelte hangját, amikor a magyarokat ki akarták rekeszteni a bírói hivatal gyakorlásából, amivel kivívta a német polgárok dühét. Az ő kegyetlen halála népmozgalmat robbantott ki 1439-ben Budán.